# Feria de La Chinita
La Feria de La Chinita o la Feria de la Chiquinquirá es el nombre de una festividad de origen religioso que tiene lugar cada año durante ocho días, desde el 11 hasta el 18 de noviembre, en la ciudad venezolana de Maracaibo y es extendida a otros municipios del estado Zulia. En dicho festejo se conmemora el milagro de la Virgen de Chiquinquirá, que es la patrona del Estado Zulia y cuya celebración es promovida por la Iglesia Católica cada 18 de noviembre.

## Historia

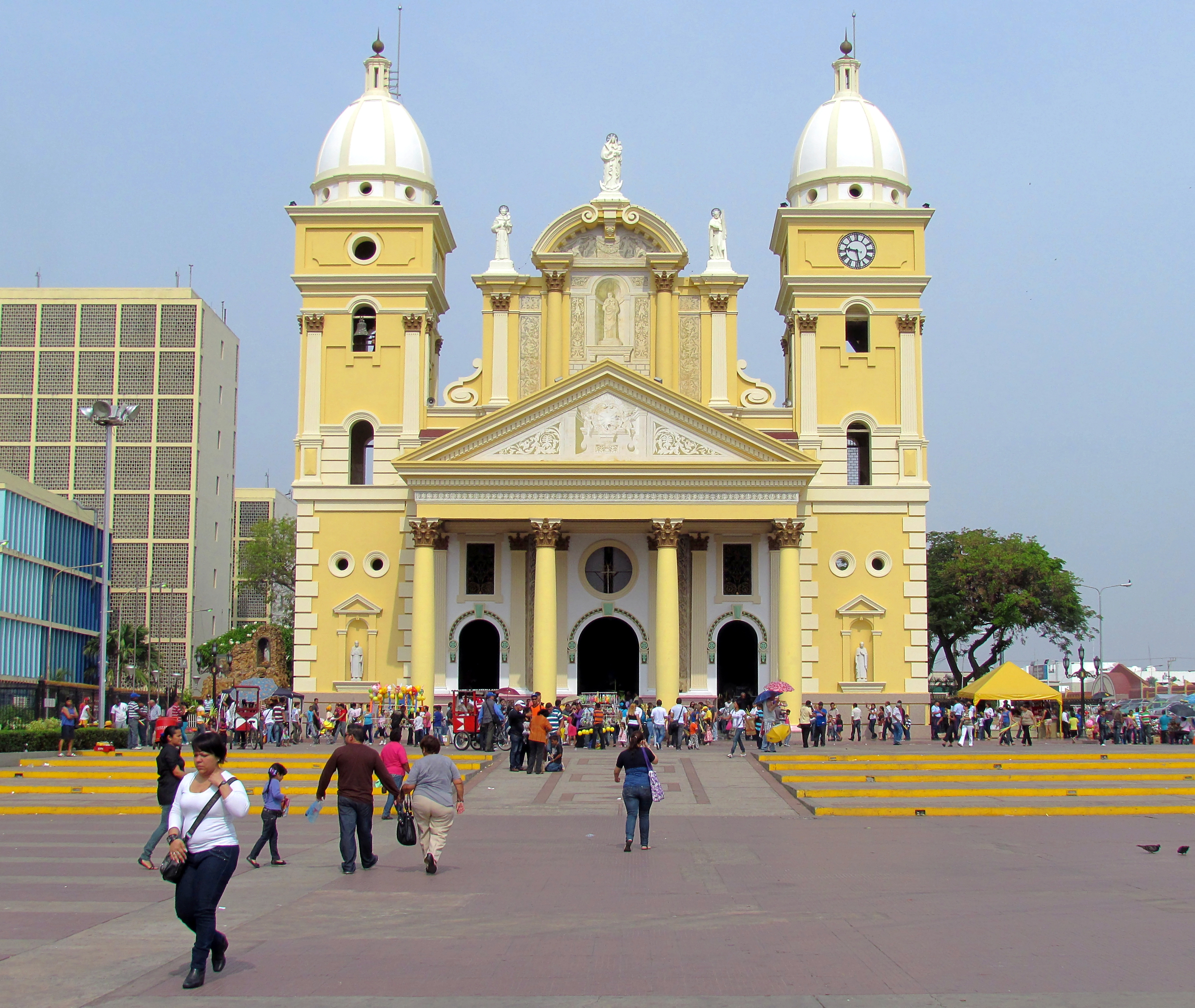
Basílica de la Virgen de Chiquinquirá en la Parroquia Chiquinquirá, Maracaibo, Estado Zulia.

La tradición relata que, a orillas del Lago de Maracaibo apareció una tablita que encontró una anciana quien la llevó a su casa. Transcurridos algunos días, el 18 de noviembre de 1709, la anciana escuchó varios golpes en la pared de su casa sobre la que había colgado la pequeña tabla. Al principio, hizo caso omiso de estos golpes, pero en tanto que eran cada vez más insistentes, decidió aproximarse al lugar de donde venían los golpes y se percató de que sobre la superficie de la tablilla había aparecido la imagen de la Virgen de Chiquinquirá, y brotaba de ella una luz brillante. Ante tal fenómeno, la anciana salió a la calle y comenzó a gritar: «Milagro, milagro».
La mujer relató la historia a los lugareños, que comenzaron a venerar esta advocación de la Virgen. Posteriormente, se decidió construir el Monumento a la Virgen en el lugar exacto donde se encontraba la casa de la mujer, ubicado frente a la Basílica de la Virgen de Chiquinquirá.

## Particularidades de la fiesta
En seguida, comenzó a festejarse la aparición anualmente, y la fiesta adquirió el nombre de Feria de La Chinita, a lo largo de la cual es frecuente la ejecución en los exteriores de la Basílica de gaitas zulianas, un género musical autóctono del Zulia, en cuyas letras generalmente se expresa devoción y se rinde homenaje a la Virgen. En la década de los años sesenta del siglo XX, la Feria pasó de ser una fiesta popular y tradicional a convertirse en una festividad nacional, y comenzó a adquirir una proyección internacional.

### Celebraciones religiosas y populares

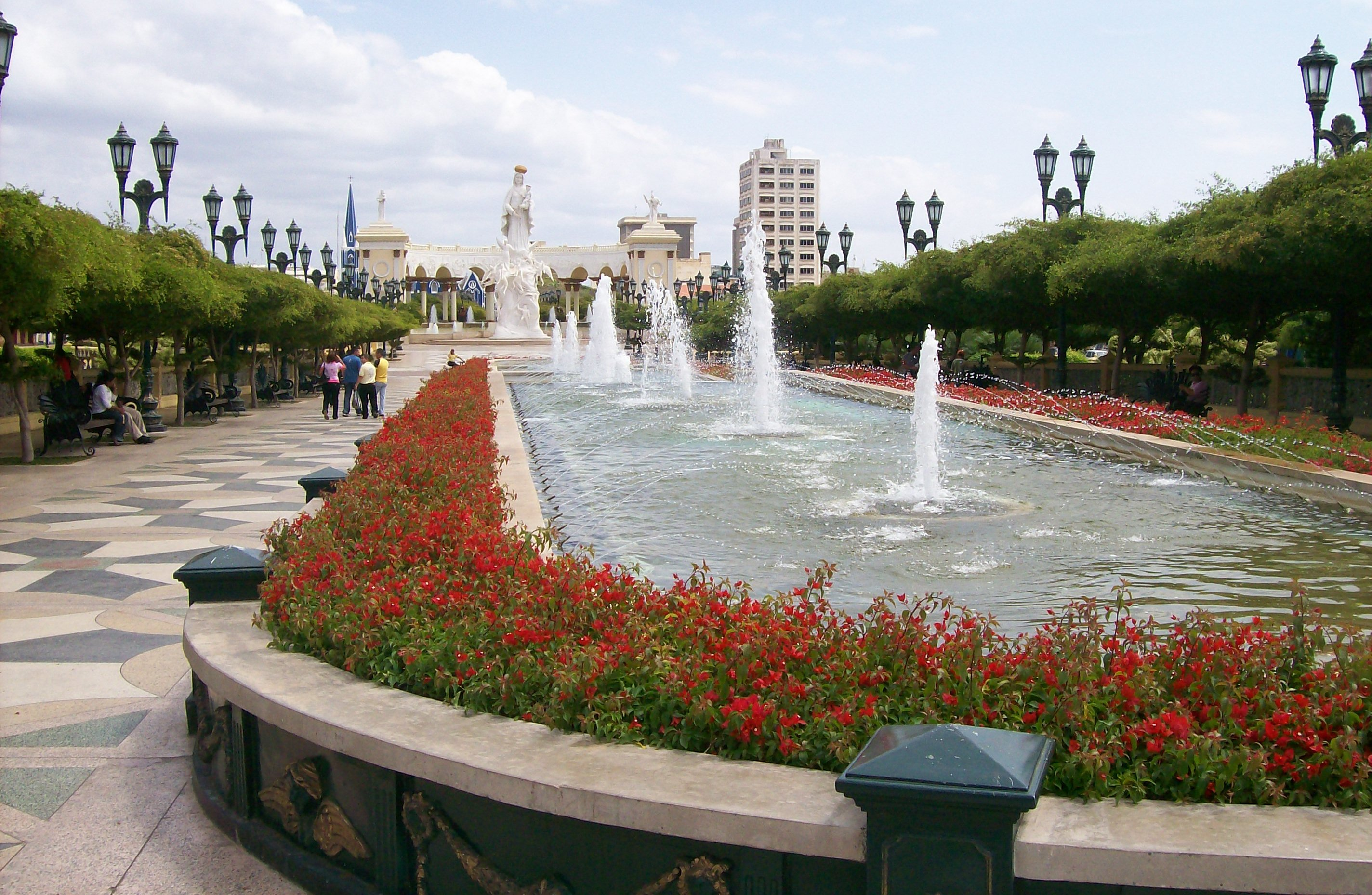
Monumento a la Virgen de Chiquinquirá, Maracaibo, Zulla.

La Feria se inicia con el encendido del alumbrado de la avenida Bella Vista de Maracaibo. En la noche de 17 de noviembre, en diferentes puntos de la ciudad de Maracaibo, se realizan los populares y tradicionales «Amaneceres Gaiteros», maratónicos conciertos que duran toda la madrugada -como indica su nombre- donde se interpretan principalmente gaitas zulianas con instrumentos tradicionales y característicos de la región, como el furruco, el cuatro, las maracas y la tambora.
El 18 de noviembre, día central de la celebración de la Feria, se oficia una Misa Pontificia y se lleva a cabo la "procesión corta", que incluye un recorrido lacustre por todos los muelles de los principales puertos del estado. A la semana siguiente se realiza la conocida "Procesión de la Aurora", en la que se saca la imagen de la Basílica a las tres de la madrugada, para que reciba el día en la calle. Ese domingo, la imagen es subida de nuevo al altar.
Entre otras actividades, cabe mencionar asimismo la "Gran Gala de la Belleza", un concurso de belleza en el que se elige anualmente a la Reina de la Feria. El acto es retransmitido por Venevisión a través de su programa "Sábado sensacional".

### Acontecimientos deportivos
La Liga Venezolana de Béisbol Profesional organiza el calendario de su temporada oficial de manera que cada año la fecha correspondiente al 18 de noviembre se dispute el «Clásico de La Chinita», que es un juego de béisbol celebrado en el Estadio Luis Aparicio El Grande y en el cual el conjunto local, Águilas del Zulia, se enfrenta a otro equipo de la Liga.